# Katarzyna Łaniewska

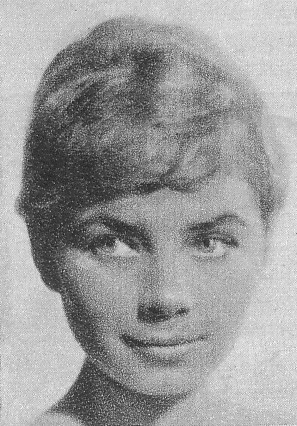
Katarzyna Łaniewska in den 1960er Jahren

Katarzyna Łaniewska (* 20. Juni 1933 in Łódź; † 7. Dezember 2020 in Warschau) war eine polnische Schauspielerin.

## Leben
Katarzyna Łaniewska wurde 1933 in Łódź geboren. Sie studierte bis 1955 an der Staatlichen Theaterhochschule (PWST, heute Aleksander-Zelwerowicz-Theaterakademie) in Warschau und hatte ihr Theaterdebüt am 30. Dezember 1954. Sie spielte in Theaterlaufbahn an verschiedenen Häusern in der polnischen Hauptstadt, von 1955 bis 1959 und von 1983 bis 1995 am Polnischen Theater, von 1959 bis 1962 und von 1966 bis 1977 am Dramatischen Theater, sowie von 1962 und 1966 am Nationaltheater und von 1977 bis 1983 am Ateneum-Theater.
Im Fernsehen war Katarzyna Łaniewska unter anderem in den Serien Plebania, Czterdziestolatek, Klan, Gruby, Ojciec Mateusz und Na dobre i na złe zu sehen, auch beim Fernsehtheater übernahm sie mehrere Rollen. In der Fernsehshow Ziarno war sie eine der Moderatoren. Wichtige Rollen übernahm sie in den Kinofilmen Kogel-Mogel von Roman Załuski, in Przedwiośń von Filip Bajon, in Przesłuchanie von Ryszard Bugajski und in Smoleńsk von Antoni Krauze. Ihr Schaffen umfasst mehr als 50 Produktionen für Film und Fernsehen. Katarzyna Łaniewska erhielt mehrere wichtige Auszeichnungen. So wurde sie 1999 für ihre Arbeit in der Untergrundpresse ausgezeichnet, 2006 erhielt sie die Goldmedaille für die „Verdienste um die Kultur Gloria Artis“ für ihren Beitrag zur polnischen Kultur.
Katarzyna Łaniewska war von 1954 bis 1964 Ignacy Gogolewski (1931–2022) verheiratet, von dem sie sich scheiden ließ und mit dem sie ein Kind hatte. Von 1984 bis zu dessen Tod im April 2018 war sie mit Andrzej Blaszczak verheiratet. Łaniewska starb im Dezember 2020 im Alter von 87 Jahren in Warschau, ihre letzte Ruhestätte fand sie auf dem Służew-Friedhof in der Wałbrzyska-Straße.

## Filmografie
- 1964: Begegnung mit einem Spion (Spotkanie ze Szpiegiem)
- 1966: Der Untermieter (Sublokator)
- 1970: Abel, dein Bruder (Abel, twoj Brat)
- 1973: Gruby
- 1984: Popielec
- 1988: Kogel-Mogel
- 1989: Galimatias, czyli kogel-mogel II
- 1996: Die Verwandlungsmaschine (Maszyna zmian. Nowe przygody)
- 1999–2000: Popielec
- 2000–2012: Plebania
- 2012–2016: Ojciec Mateusz
- 2012: Smolensk
- 2014: Na dobre i na złe